# Reboledo
Reboledo és una localitat de l'Uruguai, ubicada a l'est del departament de Florida. Té una població aproximada de 400 habitants, segons les dades del cens del 2004.
Es troba a 168 metres sobre el nivell del mar.
| 1963 | 1975 | 1985 | 1996 | 2004    |
| ---- | ---- | ---- | ---- | ------- |
| 385  | 374  | 348  | 304  | {{{5}}} |